# 左外野手

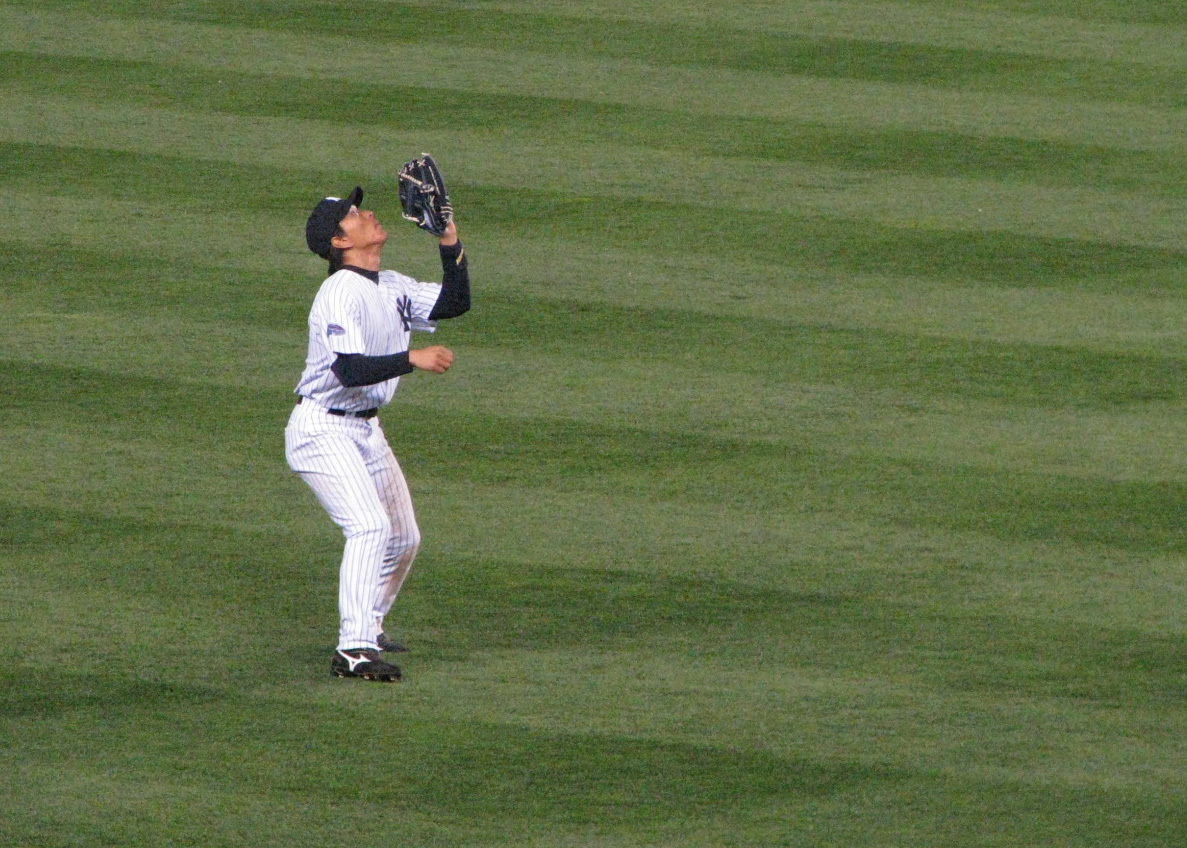
紐約洋基隊左外野手松井秀喜伸手準備接捕高飛球

左外野手（Left Fielder，通常簡寫成。日文漢字為。中國大陸譯為左外場手），是在棒球或壘球运动中负责防守左外野的选手。

## 概要
在一般情况下，擊球員多是右打者，理论上击向左外野的球会比较多，因此左外野手必需是有扎实的防守功底的球员来擔任。在必要的时候也负责三垒的补位或防止三垒手的漏接球。即使如此，左外野相較於其他守備位置仍然是對守備能力要求比較低的位置，所以打擊能力出色但是守備能力不佳的球員，通常會被安排守左外野。
在紀錄逐局比賽過程時，通常以數字7來代表左外野手這個守備位置。

## 外部連結
- 左外野手在台灣棒球維基館上的頁面（繁體中文）